# Help?
Help?, noto anche come Jof in: "Help?", è un cortometraggio del 1995 diretto da Bruno Bozzetto.
Il corto è prodotto dalla Bruno Bozzetto Film che ha partecipato al progetto What a Cartoon! di Hanna-Barbera, producendo per la trasmissione statunitense. È uscito in Italia nel 1995 mentre negli Stati Uniti il 14 gennaio 1996. Questo cortometraggio è senza dialoghi.

## Trama
Jof è un grosso gatto blu, che dopo essersi punto un dito con un ago mentre ricama, va al pronto soccorso.